# El perro del hortelano
|  | Per a altres significats sobre la pel·lícula de Pilar Miró, vegeu «El perro del hortelano (pel·lícula)». |

El perro del hortelano és una comèdia palatina de Lope de Vega, publicada a l'Oncena parte de las comedias de Lope Félix de Vega Carpio a Madrid, en 1618 a la cura personal del mateix autor. Procedeix per una expressió idiomàtica castellana: «Ser como el perro del hortelano, que no come ni deja comer»; el gos és un animal no vegetarià que no menja les verdures de l'hort del seu amo, però no deixa que els altres animals les mengin. Tota la frase es refereix a l'argument de l'obra i significa que la comtessa Diana no pot estimar a Teodoro i per això, no li deixa estimar ni ser estimat per qualsevol altra persona.

## Sinopsi
Tot comença quan Teodoro i Marcela estan parlant en la terrassa del castell de la comtessa Diana en Miranda, Nàpols. Tristán vigila la porta, veu que s'acosta Fabio, per la qual cosa Teodoro i Tristán es donen a la fugida empenyent a Fabio que cau rodant per les escales. Arriba la comtessa, que intueix per la situació que algun home ha entrat. Llavors reuneix a tot el servei i pregunta per l'ocorregut, Anarda li conta que hi ha una certa relació amorosa entre Teodoro i Marcela; quan aquesta és entrevistada ho confirma i, per no desprestigiar Teodoro i a si mateixa, diu que han parlat de casament. La comtessa decideix que poden casar-se, però en realitat ella està enamorada de Teodoro i té gelosia de Marcela.
Diana escriu una carta d'amor i, com si fos d'una amiga, la hi lliura a Teodoro i li demana que contesti. El criat en veure que té possibilitats amb la comtessa rebutja Marcela, aquesta per venjança se'n va amb Fabio. Als pocs dies la comtessa rebutja Teodoro i rep al seu dos pretendents, el comte Federico i el marquès don Ricardo, triant al seu futur espòs. Teodoro indignat per haver rebutjat Diana per res intenta tornar amb Marcela, qui el rebutja al·ludint que està amb Fabio. Però els dos s'acaben reconciliant ràpidament, mentre la comtessa Diana els està espiant.
Diana, una altra vegada gelosa, parla tot sola amb Teodoro i li fa entendre que està enamorada d'ell (cosa que l'avergonyeix, ja que no té sang noble i és una deshonra per a la seva reputació). En acabar de parlar, Teodoro parla amb Marcela i li diu que Diana vol que es casi amb Fabio i, per tant, ha de fer-ho. Marcela s'adona que ell no vol a la comtessa, ell la vol a ella.
Poc després Diana rebutja al marquès Ricardo i Teodoro parla amb Diana per a dir-li que no vol més falses esperances i se'n va amb Marcela, justament el que la comtessa no volia. En notar Ricardo i Federico l'amor de la comtessa per Teodoro i a més de que no és de sang noble, encarreguen a Tristán que el mati després de negociar el preu. Aquest li ho explica tot al seu amo i enginya un pla per a ajudar-lo. El pla consisteix a anar a veure al comte Ludovico, qui va perdre fa molts anys a un fill anomenat precisament Teodoro, i fer passar Teodoro pel seu fill, per a així tenir sang noble i poder casar-se amb la comtessa.
El pla es duu a terme; Tristán visita al comte Ludovico i s'inventa la història. El comte molt feliç decideix anar a veure al seu suposat fill al comtat de Belflor. Teodoro rep la visita del seu fals pare, amb gran sorpresa de tots. En ser noble, Teodoro i Diana es casen i se'n van amb el seu “pare”, després que Teodoro rebutgi definitivament a Marcela, que serà obligada a casar-se amb Fabio.

## Interpretacions
Marc Vitse aprecia que l'obra pot llegir-se com una "comèdia de privanza" de riure. El personatge del secretari al·ludeix a la seva situació com a pròpia de Cèsar Borja, i s'adapta a les situacions de la mateixa manera que un príncep als canvis de la Fortuna; fins i tot fa seu el famós lema de Cèsar Borja: "O César, o res". Més que el tema de l'amor cal considerar també que Diana és poc menys que un tràmit per a aconseguir el comtat de Bellflor. El subtext de El príncep de Maquiavel és evident, així com l'atmosfera de general immoralitat que embolica l'obra.

## Personatges
- Diana, comtessa de Belflor o dama: és una dona freda i calculadora, dolenta i covarda, incapaç de mostrar els seus sentiments.
- Teodoro: secretari o criat de Diana, indecís i aprofitat dels altres. Es val de les dones per a aconseguir els seus propòsits.
- Tristán: un graciós summament discret, hàbil i millor amic de Teodoro a més del seu criat. Aconsegueix trobar un fabulós pla per a més de salvar-li la vida a Teodoro, casar-li amb Diana.
- Fabio: criat de Diana.
- Marcela: dama de Diana la comtessa i núvia de Teodoro que deixen i tornen a reprendre la relació a causa dels canvis de parer de la comtessa.
- Ricardo: marquès que s'enamora de la Comtessa Diana, però ell s'adona que Diana vol lliurar-li el seu amor a Teodoro i Ricardo decideix manar a algú al fet que el mati però el seu pla resulta fallit.
- Federico: comte i pretendent de la Comtessa Diana.
- Ludovico: comte que va perdre al seu únic fill (desaparegut) quan aquest era petit i és fàcilment enganyat per Tristán, pel fet que aquest es fa passar per un comerciant grec que va comprar a un esclau anomenat Teodoro (suposadament el seu fill), però tot era una mentida perquè Teodoro (protagonista) es convertís en fill d'un comte i pogués casar-se amb Diana.
- Anarda: dama de Diana.
- Octavio: majordom de Diana, la comtessa
- Celio: criat

## Representacions destacades
- Estrena, Madrid, 1618.
- Coliseo de la Cruz, Madrid, 1806.
- Teatro de los Caños del Peral , Madrid, 1808. Intèrprets: Manuela Carmona, Juan Carretero, María Dolores Pinto, Josefa Virg, Antonio Ortigas, Mariano Querol, Antonio Soto.[2]
- Teatro Español, Madrid, 27 de febrer de 1931. Intérpretes: María Guerrero López, Fernando Díaz de Mendoza y Guerrero.
- Teatro Español, Madrid, 24 de noiembre de 1962. Compañía de Teatro Español. Director: Cayetano Luca de Tena. Escenografía: Emilio Burgos. Intérpretes: Carmen Bernardos, Armando Calvo, Miguel Ángel, Mary Paz Ballesteros, Maite Blasco, Jacinto Martín.
- Televisión española. Estudio 1, 2 de febrer de 1966. Dirección: Pedro Amalio López. Intérpretes: Mercedes Barranco, Fernando Delgado, Julia Trujillo, Irene Daina, Concha Leza.
- Corral de la Pacheca, Madrid, 1975-1976. Compañía Nacional de Comedias. Director: Manuel Canseco
- Teatro Real Coliseo de Carlos III, San Lorenzo de El Escorial, 1979-1980. Compañía Española de Teatro Clásico. Director: Manuel Canseco. Intérpretes: Julia Trujillo, Nicolás Dueñas, Francisco Portes, Etelvina Amat.
- Televisión española. Estudio 1, 8 de maig de 1981. Direcció: Cayetano Luca de Tena. Intèrprets: Concha Cuetos, Manuel Gallardo, Francisco Portes, Luisa Armenteros, Luis Barbero, Chelo Vivares, Juanjo Artero.[3]
- Corral de comedias de Almagro, 13 de juliol de 1989. Compañía Nacional de Teatro Clásico. Director: Gracia Morales Ortiz.
- Festival de Teatro de Càceres, 12 de juny de 1992. Compañía de Francisco Portes. Intèrprets: Marisa de Leza, Pedro Civera, Francisco Portes.
- Teatro Pavón, Madrid, 18 de setembre de 2011. Compañía Nacional de Teatro Clásico. Director: Eduardo Vasco. Intèrprets: David Boceta, Joaquín Notario, Eva Rufo, Alberto Gómez, María Besant.

## Adaptacions cinematogràfiques
Fou adaptada al cinema per Yan Frid el 1977 (URSS), amb Margarita Terekhova, Mikhaïl Boiarski i Armen Jikharkhanian en els papers principaes.
Fou adaptada al cinema per Pilar Miró el 1996, amb Emma Suárez, Ana Duato i Carmelo Gómez en els papers principals. La pel·lícula va guanyar set premis Goya en la edició de 1997.